# Teorema de Ribet

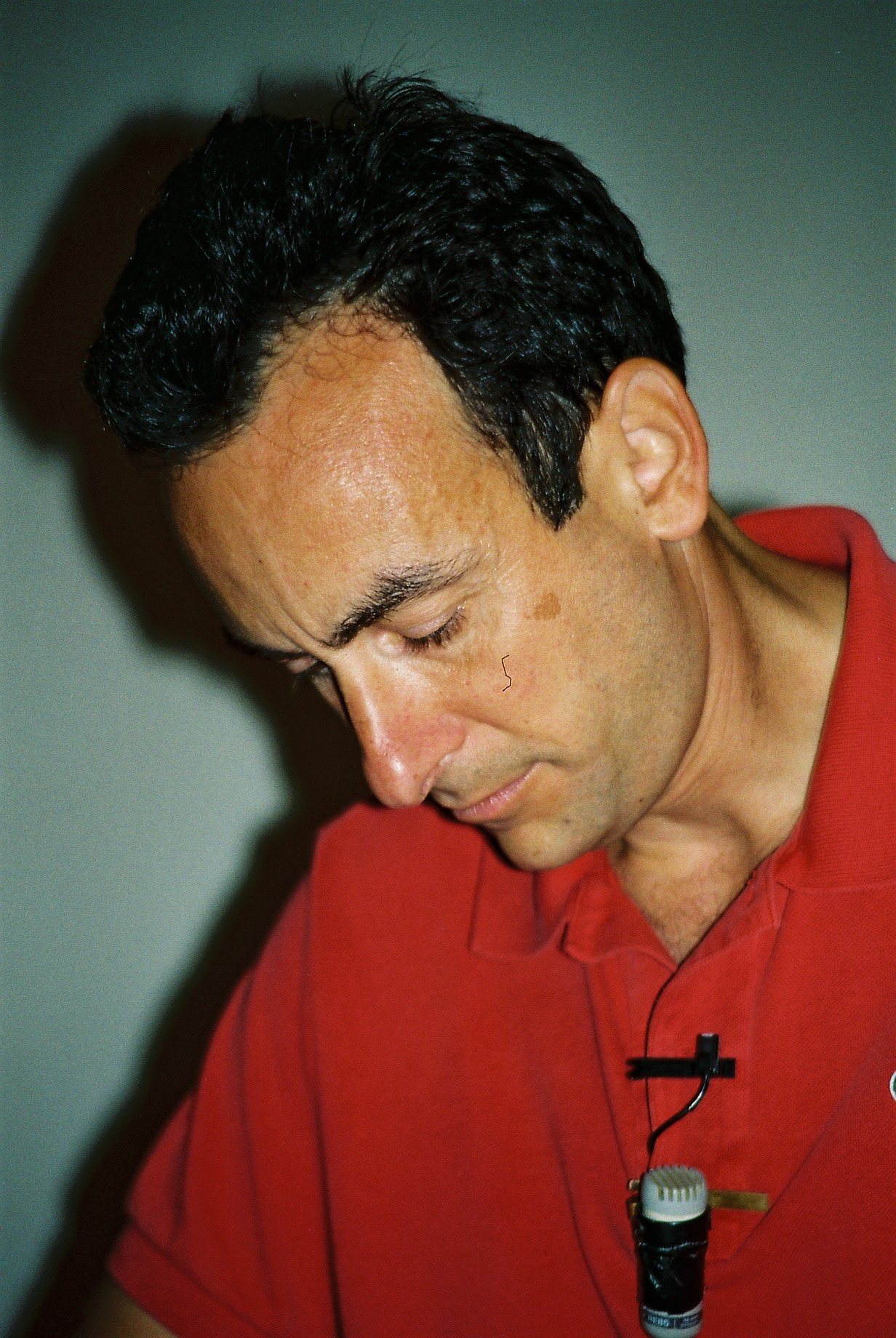
Ken Ribet, fotografiado en 1995.

En matemáticas, el teorema de Ribet (antes llamado conjetura épsilon o conjetura ε de Serre) es un enunciado en teoría de números relativo a las propiedades de las representaciones de Galois asociadas a las formas modulares. Fue propuesto por Jean-Pierre Serre y demostrado por Ken Ribet. La prueba de la conjetura epsilon fue un paso significativo hacia la demostración del Último Teorema de Fermat. Como demostraron Serre y Ribet, la conjetura de Taniyama-Shimura (cuya situación no estaba resuelta en ese momento) y la conjetura epsilon, ambas en conjunto, implican que el último teorema de Fermat es cierto.

## Enunciado
Sea E una curva elíptica con coeficientes enteros en una forma mínima global. Denotemos por δp, respectivamente, np, el exponente con el que un primo p aparece en la factorización prima del discriminante Δ de E, respectivamente, el conductor N de E. Supongamos que E es una curva elíptica modular, a continuación, podemos realizar un descenso de nivel módulo primos ℓ dividiendo uno de los exponentes δp de un primo que divide al discriminante. Como E es modular, existe una forma modular f con la misma serie L que E, y además se sabe que f es de peso 2 y tiene nivel N igual al conductor de E. Si pδp es un factor de potencia impar prima de Δ tal que el exponente δp es múltiplo de ℓ, y si p divide a N sólo una vez (es decir, np = 1), entonces existe otra forma modular f' también de peso 2, con nivel N'=N/p, de modo que los coeficientes de la serie L de E son congruentes módulo ℓ con los coeficientes de la serie L de f'.
La conjetura épsilon es una declaración relativa: si se asume que una determinada curva elíptica E sobre Q es modular, predice el nivel minimal que tendrá una forma modular cuya serie L es congruente con la de E módulo ℓ. El teorema puede enunciarse más generalmente partiendo de una forma modular f, esté asociada o no a una curva elíptica: el resultado de Ribet de descenso de nivel es un resultado enteramente sobre formas modulares, y es sólo en su aplicación al Último Teorema de Fermat (en combinación con los trabajos de Frey y Wiles) donde se especializa al caso de una curva elíptica modular. En general, el nivel minimal que garantiza el resultado de Ribet (para una forma modular f' que tenga serie L congruente módulo ℓa la de una forma modular f dada) será igual al conductor de Artin de la representación de Galois residual módulo ℓ asociada a f, el cual es bien sabido que divide al nivel N de f.
Una forma breve pues de enunciar el resultado de Ribet de descenso de nivel para formas modulares sería: Si el conductor de Artin de la representación de Galois módulo ℓ de una forma modular de nivel N es un divisor propio N' de N, entonces existe otra forma modular f' de nivel N' cuya serie L es congruente módulo ℓ con la de f. En particular, las representaciones de Galois módulo ℓasociadas a f y a f' son isomorfas. (En este enunciado cuando hablamos de formas modulares en realidad han de ser también formas cuspidales propias para el álgebra de Hecke, otro punto técnico esencial en el resultado de Ribet es que se debe poner como hipótesis que la representación módulo ℓasociada a f es irreducible).

## Aplicación al Último Teorema de Fermat
En su tesis, Yves Hellegouarch define un objeto que ahora es llamado curva de Frey. Si ℓ es un primo impar y a, b, y c son números enteros positivos tales que
{\displaystyle a^{\ell }+b^{\ell }=c^{\ell },\ }
entonces, una curva de Frey correspondiente es una curva algebraica dada por la ecuación
{\displaystyle y^{2}=x(x-a^{\ell })(x+b^{\ell })\ }
o, de modo equivalente
{\displaystyle y^{2}=x(x-a^{\ell })(x-c^{\ell }).\ }
Esta es una curva algebraica no singular de género uno sobre Q, que es también (como curva proyectiva, es decir, añadiéndole el punto al infinito, que por corresponder a la dirección vertical está en Q) curva elíptica sobre Q. Gerhard Frey sugirió que cualquier curva de tal naturaleza, por ser semiestable y por la forma especial de su discriminante (que resulta ser una potencia ℓ-esima) tendría demasiadas propiedades peculiares, y, en particular, no va a ser modular. A primeros de la década de 1980, Jean-Pierre Serre dio una reformulación en términos de representaciones de Galois, y demostró que suponiendo la conjetura épsilon (ahora Teorema de Ribet) Frey había estado acertado y que una curva de Frey no puede ser modular.

### Lasconjeturas de Taniyama-Shimuray la épsilon implican elÚltimo Teorema de Fermat
Supongamos que la ecuación de Fermat con el exponente ℓ ≥ 3 tenga una solución con enteros a, b, c distintos de cero. Vamos a formar la correspondiente curva de Frey E. Se trata de una curva elíptica y se puede demostrar que su discriminante Δ es igual a 16(abc)2ℓ y su conductor N es el radical de abc, es decir, el producto de todos los primos distintos que dividen a abc. Según el teorema de Taniyama-Shimura, E es una curva elíptica modular. Puesto que N es libre de cuadrados y vista la forma del discriminante, por la conjetura épsilon uno puede realizar descenso de nivel de módulo ℓ. Repitiendo este procedimiento, vamos a eliminar todos los primos impares del conductor y llegar a una congruencia módulo ℓentre la serie L de E y la de una forma modular de peso 2 y nivel 2. Sin embargo, el espacio de formas modulares (cuspidales) de este peso y nivel es trivial, lo que resulta en una contradicción.

### Coda
En 1994, Andrew Wiles y Richard Taylor completaron una prueba de una parte de la conjetura de Taniyama-Shimura, relativa a la modularidad de las curvas elípticas semiestables, lo cual es suficiente para dar como resultado el último teorema de Fermat. Sus trabajos fueron publicados en 1995 en Annals of Mathematics. En su antes mencionado trabajo, Jean-Pierre Serre formuló una conjetura más fuerte de modularidad, conocida como Conjetura de Serre (en versión débil y fuerte) que para el caso de representaciones de Galois de nivel 2 y peso 2, cómo observa Serre en su trabajo, permite dar otra demostración del último teorema de Fermat. Este caso de la conjetura de Serre fue resuelto en 2004 por C. Khare y J.-P. Wintenberger e, independientemente, por L. Dieulefait.